# 사무자동화
사무자동화(office automation)는 사무의 자동화를 뜻하는 것으로, 각종 사무를 컴퓨터 등으로 작업하는 것을 말한다. 1980년대 이후 컴퓨터의 확산으로 사무자동화가 확산되었다.
수일을 걸려서 작성된 보고서, 각종 보고서 작성과 감사기간 때 수일간의 야근 작업을 단순 하루나 이틀, 당일에 처리할 수 있도록 혁신되었고, 보존이 어려운 다량의 종이서류를 플로피디스켓, CD ROM, USB 대용량 기억장치에 저장하도록, 수량과 용량을 감축시켰다.

## 개요
1950년대 말에 미국에서 최초로 등장한 용어로, 컴퓨터를 이용한 수치 계산, 통계 누계 작성, 데이터 저장 등에 적용하기 시작하였으며, 재난과 수해, 지진, 방화 등으로부터의 데이터, 자료를 보존하는 효과를 발휘하였다. 우주 진출과 컴퓨터 개발 사업이 미국, 소비에트 연방 간의 경쟁으로 촉진되면서 사무자동화 개념도 꾸준히 연구되기 시작, 1970년대 데이터의 정형화(定型化)를 이루었다. 1980년 중반부터는 OA가 급속히 확산되면서 일본과 유럽에도 확산되었고, 일반 회사, 공장, 작업장 등에도 등장하였다. 
한국에서도 1990년 이후 컴퓨터가 보급되기 시작, 사무실 업무의 자동화가 도입되었으며 주산, 부기, 필기구를 이용한 장부 수작업 기록 등의 업무는 서서히 감소하기 시작하여 해당 직종의 폐지와 함께 1998년 자료입력기능사보 폐지, 2001년에는 주산, 부기 폐지 등 일부 사무관련 기술자격증 등도 폐지되었다. 
생산직과 함께 단순노동인 일반 사무직의 업무를 컴퓨터와 기계가 대신하기 시작하였다. 수치 계산, 통계 누계 작성, 데이터 저장에서, 일반인이 사무 프로그램을 이용한 수치 계산, 통계 누계 작성, 데이터 저장으로 바뀌었다가, 2000년대 이후 수치 계산 프로그램, 통계 누계 작성 프로그램의 개발로 확대되었다.

## 같이 보기
- 자동화
- 생산자동화
- 로봇공학